# Fulmini del Catatumbo

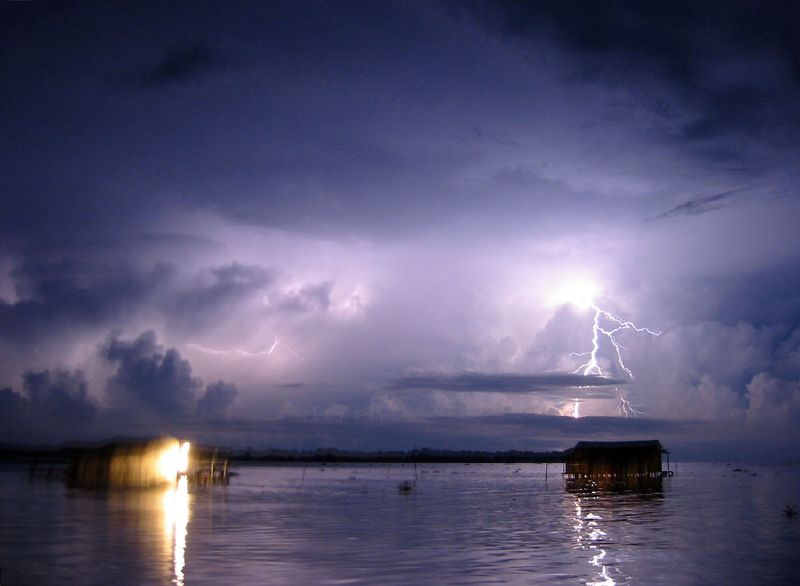
Fulmini del Catatumbo di notte

I fulmini del Catatumbo  (in spagnolo Relámpago del Catatumbo) sono un fenomeno atmosferico in Venezuela. Avviene esclusivamente in una zona localizzata sopra la foce del fiume Catatumbo dove si versa nel lago Maracaibo. I frequenti e potenti lampi dei fulmini sopra quest'area relativamente piccola sono considerati essere il più grande singolo generatore di ozono troposferico al mondo, cioè ozono che non riempie l'ozonosfera stratosferico.
Si origina da una massa di nuvole temporalesche che crea un arco voltaico a più di 5 km di altitudine, durante 140-160 notti all'anno, 10 ore al giorno e fino a 280 volte all'ora. Avviene sopra e attorno al lago Maracaibo, tipicamente sopra un'area a torbiera formata dove il fiume Catatumbo sfocia nel lago.
Dopo essere apparsi continuamente per secoli, i fulmini cessarono dal gennaio all'aprile 2010 apparentemente a causa di siccità. Questo ha sollevato timori che potesse essersi estinto permanentemente.  Il fenomeno ricomparve dopo pochi mesi.

## Luogo e meccanismo di formazione
I fulmini del Catatumbo si sviluppano di solito tra le coordinate 8°30′N 71°00′W e 9°45′N 73°00′W. I temporali (e i fulmini ad essi associati) sono probabilmente il risultato di venti che soffiano attraverso il lago Maracaibo e le pianure paludose circostanti. Queste masse d'aria incontrano inevitabilmente gli alti crinali montuosi delle Ande, la Sierra de Perijá (3 750m), e la Sierra Nevada de Mérida, che circondano il piano da tre lati. Il calore e l'umidità raccolti nelle pianure creano cariche elettriche e, quando le masse d'aria sono destabilizzate sul crinale delle montagne, esse producono un'attività temporalesca praticamente ininterrotta. Il fenomeno è caratterizzato da fulmini pressoché continui, la maggior parte all'interno delle nubi, che sono prodotti all'interno di una grande formazione verticale di nubi che costituisce un lungo arco elettrico tra 2 e 10 km in altezza (o più). I fulmini tendono a iniziare un'ora dopo il tramonto.

## Cause
Il ricercatore russo Andrés Zavrotsky ha indagato più volte sull'area. Nel 1991, ha suggerito che il fenomeno si è verificato a causa di correnti d'aria fredda e calda che si incontrano intorno all'area. Lo studio ha anche ipotizzato che una causa isolata del fulmine potrebbe essere la presenza di uranio nel substrato roccioso.